# Adamites
Pour les articles homonymes, voir Adamite.

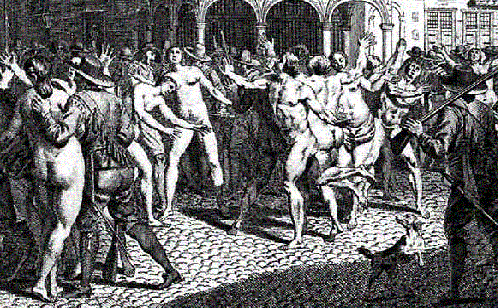
Gravure représentant les adamites persécutés.

Les adamites (ou adamiens) étaient un mouvement religieux intermittent inspiré par la nostalgie de l'Éden. Bien que connu dès le IIe siècle, le mouvement atteint une relative apogée entre le XIIIe et le XVe siècles. Le fond de leur proposition était que « l'homme doit être aussi heureux ici-bas qu'il sera un jour dans le ciel » (Tommaso Campanella, La Cité du Soleil, 1568). 

## Interprétations modernes
Pour Jean-Luc Bouland, dans Tout en nu (1997), c'est le premier mouvement nudiste organisé connu, revendiquant le retour au paradis d'Adam et Ève, étant végétariens et possédant une organisation anarchiste, comme le couple originel et l'humanité jusqu'au Déluge, selon la théorie biblique.
Pour Marc-Alain Descamps, dans Vivre nu (1987), « les mouvements nudistes ont été créés par le christianisme. Avant lui, il n'existait ni interdiction ni proscription du nu dans toute l'Antiquité, que ce soit chez les Celtes, les Grecs, ou les Romains, donc personne ne cherchait à le défendre. »

## Idéologie
Rattachés au christianisme, les adamites tentaient d'imiter Adam avant la Chute. Suivant l'amour libre et sous l'influence probable de la pensée de Carpocrate, ils rejetaient le mariage, la violence, la consommation de chair animale (comme les cathares) de même que le travail et vivaient nus le plus souvent possible, dans une sorte d'état d'innocence originelle. Après une notoriété rapidement éclipsée dans l'Antiquité (IIe siècle apr. J.-C.), les adamites réapparaissent en Europe vers la fin du XIIIe siècle, en Autriche, en Bohême et en Flandres, mais les pillages dont ils se rendent coupables, ainsi que leur doctrine théologique indisposent les autorités. Persécutés, ils tentent de survivre mais, avant la fin du XVe siècle, ils auront tous disparu. On en trouve néanmoins des traces au XVIIe siècle, par exemple dans les agissements de religieux mentionnés dans les aveux de Magdelaine Bavent.
On a pu penser que Le Jardin des délices, le célèbre triptyque de Jérôme Bosch, était une représentation de la mythologie adamite, parce que la secte des Frères du Libre-Esprit (qui suivait ses principes) se développait à Bois-le-Duc, la ville où il résidait. Cette thèse n'est plus soutenue aujourd'hui.